# Kristin Minter
Kristin Minter (Miami, 1965. november 22.  – ), amerikai modell, színésznő.

## Élete és pályafutása
1965. november 22-én született Miamiban, Charlie és Dottie Minter gyermekeként. A pennsylvaniai Yardleyben nőtt fel. Három testvére volt: Charles "Chuck" Laskey Minter Jr., Derek Ryan Minter és Michael "Mikie" Scott Minter. Középiskolai osztályában a legszebb lánynak választották. A középiskolai tanulmányai után Európában modellként dolgozott, majd színész lett, és 1989-től kezdődően számos filmben és televíziós sorozatban szerepelt.
Minter alakította Vanilla Ice szerelmét, Kathy Winslow-t, az Ice Baby című filmben. Szerepelt a Reszkessetek, betörők! című családi komédiában, de ő volt egyike  annak a három jelentősebb szereplőnek, aki nem tért vissza a folytatásban. A Vészhelyzet című televíziós sorozatban 72 részen keresztül játszotta Miranda "Randi" Fronczak szerepét. 
Kristin Minter látható Judy Blume írónő Tiger eyes (Tigrisszemek) című, 2012-es, regényének címlapján.

## Filmjei

### Filmek
| Év   | Cím (alul az eredeti cím)                | Szerep              | Megjegyzés/Magyar hang |
| ---- | ---------------------------------------- | ------------------- | ---------------------- |
| 1990 | Reszkessetek, betörők! Home Alone        | Heather McCallister | Kiss Erika             |
| 1991 | Ice Baby Cool as Ice                     | Kathy Winslow       | Kiss Erika             |
| 1992 | Boldog-boldogtalan Passed Away           | Karen kuzin         |                        |
| 1992 | Bayscape 2042                            | Ügynök              | Rövidfilm              |
| 1994 | Mindent bele, srácok! There Goes My Baby | Tracy               | Farkasinszky Edit      |
| 1994 | Tűzpróba Flashfire                       | Lisa Cates          | Spilák Klára           |
| 1995 | Hárman az ágyban Lover's Knot            | Cheryl              |                        |
| 1996 | Vadmeber Savage                          | Marie Belot         |                        |
| 1997 | Temple of Phenomenal Things              | Monica              |                        |
| 1998 | Effects of Magic                         | Zebrah              |                        |
| 1999 | Vigyázz, kész, szűz! American Virgin     | Susie               |                        |
| 1999 | Téboly City – Út az őrületbe Tyrone      | Stella              |                        |
| 2000 | Michael Angel                            | Charlotte           |                        |
| 2000 | A végén ott a halál Tick Tock            | Carla               |                        |
| 2000 | Gyémántember Diamond Men                 | Cherry              |                        |
| 2000 | King of the Open Mics                    | Gina                |                        |
| 2000 | Behind the Seams                         | Joy                 |                        |
| 2001 | Szerelem kívánságra Wedding for Bella    | Lucca               |                        |
| 2001 | Myopia                                   | Claire              |                        |
| 2002 | Waiting for Anna                         | Anna                | Rövidfilm              |
| 2002 | March 1st                                | Stephanie           | Rövidfilm              |
| 2002 | The Gray in Between                      | Suzie               |                        |
| 2003 | Straighten Up America                    | Helen               | Rövidfilm              |
| 2006 | Jóbarátnők Friends with Money            | Feledékeny anya     |                        |
| 2008 | Six Sex Scenes and a Murder              | Regan Price         |                        |
| 2009 | Dead in Love                             | Sara                |                        |
| 2010 | What If...                               | Cynthia             |                        |
| 2011 | Blur                                     | Candace             |                        |
| 2013 | Eat Spirit Eat                           | Miss Parysian       |                        |
| 2015 | Excess Fles                              | Nina                |                        |
| 2015 | Fire City: End of Days                   | Jane                |                        |
| 2015 | 7th Secret                               | Liz Lombardi        |                        |
| 2015 | Honeyglue                                | Lisa nagynéni       |                        |
| 2016 | Dirty                                    | Scott               |                        |
| 2017 | Liza, Liza, Skies Are Grey               | Anya                |                        |

### Televíziós munkák
| Év        | Cím (alul az eredeti cím)                                    | Szerep                           | Megjegyzés/Magyar hang                                               |
| --------- | ------------------------------------------------------------ | -------------------------------- | -------------------------------------------------------------------- |
| 1989      | Living Dolls                                                 | Jenna                            | "The Flash Is Always Greener" című részben                           |
| 1990      | The Outsiders                                                | Sheila                           |                                                                      |
| 1993      | Trópusi nyomozó Moon Over Miami                              | Rebecca                          | "Pilot"-ban                                                          |
| 1994      | Családi album Family Album                                   | Valerie Thayer                   | Minisorozat, Závodszky Noémi                                         |
| 1995      | Mentőangyalok University Hospital                            | Debra Vaughn                     | "Secrets Great and Small", "Endings and Beginnings" című részekben   |
| 1995      | Pig Sty                                                      | Christine                        | "... And This Little Piggy Moved Out", "Erin Go Barf" című részekben |
| 1995      | Bukott angyalok Fallen Angels                                | Sue Hambleton                    | "Fly Paper" című részben                                             |
| 1995      | Dad, the Angel & Me                                          | Rita                             | TV-film                                                              |
| 1995–1996 | Hegylakó Highlander: The Series                              | Rachel MacLeod                   | "Homeland", "Deliverance", "Promises" című részekben, Huszárik Kata  |
| 1995–2003 | Vészhelyzet ER                                               | Miranda 'Randi' Fronczak         | 72 részben                                                           |
| 1996      | Kung fu: A legenda folytatódik Kung Fu: The Legend Continues | Emma                             | "Black Widow" című részben                                           |
| 1996      | Nash Bridges – Trükkös hekus Nash Bridges                    |                                  | "Trackdown" című részben                                             |
| 1998      | Pokoli szolgálat Brimstone                                   | Janice Nowack                    | "Encore" című részben                                                |
| 2000      | Angyal kontra démon G vs E                                   | Annalise                         | 8 részben                                                            |
| 2001      | Providence                                                   | Alex                             | "Trial & Error" című részben                                         |
| 2001      | New York rendőrei 'NYPD Blue                                 | Candy                            | "Two Clarks in a Bar" című részben                                   |
| 2003      | John Doe – A múlt nélküli ember John Doe                     | Charlotte Williams               | "Tone Dead" című részben                                             |
| 2004      | Halo 2                                                       | ILB: Sophia Bossedon (csak hang) | Videojáték                                                           |
| 2004      | General Hospital                                             | Jordan Baines                    | 1 részben                                                            |
| 2005      | Vak igazság Blind Justice                                    | Cheryl Vitti                     | "Marlon's Brando" című részben                                       |
| 2005      | Nyughatatlan Jordan Crossing Jordan                          | Sara                             | "Enlightenment" című részben                                         |
| 2006      | Pepper Dennis                                                | Bambi                            | "Dennis, Bulgari, Big Losers at ACoRNS" című részben                 |
| 2006      | CSI: A helyszínelők CSI: Crime Scene Investigation           | Prostituált                      | "Living Legend" című részben                                         |
| 2007      | Dirt – A hetilap Dirt                                        | Dana Pritchard                   | "The Thing Under the Bed" című részben                               |
| 2009      | Kés/Alatt Nip/Tuck                                           | Kitty                            | "Gene Shelly" című részben                                           |
| 2010      | A mentalista The Mentalist                                   | Sugar                            | "Red Sky at Night" című részben                                      |
| 2013      | Ironside                                                     | Ivana                            | "Action", "Hell on Wheels" című részekben                            |
| 2013      | Ray Donovan                                                  | Liza Hendricks                   | "Black Cadillac", "The Golem" című részekben                         |
| 2017      | The Look-Book                                                | Kiersten                         | "Model Citizens" című részben                                        |
| 2017      | Rólunk szól This Is Us                                       | Miss Dobson                      | "Déjà Vu" című részben                                               |
| 2018      | Bárkák vagyunk We Are Boats                                  | Miss P                           | TV-film                                                              |
| 2018      | Dermesztő titkok Deadly Shores                               | Mrs. Argyle                      | TV-film                                                              |
| 2020      | Hightown                                                     | Gina                             | "Girl Power", "Fresh as a Daisy" című részekben                      |

## Fordítás
Ez a szócikk részben vagy egészben  a   Kristin Minter című angol Wikipédia-szócikk fordításán alapul.  Az eredeti cikk szerkesztőit annak laptörténete sorolja fel. Ez a jelzés csupán a megfogalmazás eredetét és a szerzői jogokat jelzi, nem szolgál a cikkben szereplő információk forrásmegjelöléseként.